# 화신정공
주식회사 화신정공은 대한민국의 자동차 부품 기업이다.